# Szent Anna-székesegyház (Debrecen)
A debreceni Szent Anna-székesegyház a Debrecen-Nyíregyházi egyházmegye széktemploma, plébániatemplom. A katedrális 1993-ig csak plébániatemplomként működött, abban az évben ugyanis II. János Pál pápa székesegyházi rangra emelte a Debrecen-Nyíregyházi egyházmegye megalapításával. A barokk stílusú templom 1746-ra készült el, 1834-re copf stílusban épült át. Társszékesegyháza a nyíregyházi Magyarok Nagyasszonya társszékesegyház.

## Története
Az 1693-ban kiadott Lipót-diploma alapján az 1715. évi országgyűlés a CVIII. törvénycikkel Debrecent szabad királyi városi rangra emelte, de ennek törvényesítését a katolikusok visszaengedéséhez, számukra templomhely „kimutatásához” kötötte a törvényhozás. A Szent Anna-templom és rendház építése a rekatolizációt elvállaló piarista (más forrás szerint ferences) szerzetesek részére a nagyváradi püspök, egyben bihari főispán, gróf Csáky Imre költségén 1721-ben kezdődött. Csáky reprezentatív templommal kívánta példázni a „kálvinista Róma” előtt a katolikusok erejét. A tervek készítésével, az építés vezetésével a milánói születésű Giovanni Battista Carlonét bízta meg. A templomot Szűz Mária édesanyja, Szent Anna tiszteletére szentelték fel 1746-ban. Carlone nyugodt homlokzatú, torony nélküli barokk temploma 1811-ben megrongálódott a tűzvészben, s ezért 1834-ben felkérték az Egerből Debrecenbe költözött építőmestert, Povolny Ferencet, hogy a templomot újítsa meg és tornyokat építsen hozzá. A Szent Anna-templom Povolny tervei alapján nyerte el végleges homlokzati kiképzését, kapta meg sisakos, copf stílusú tornyait. Homlokzatán megmaradtak a Carlone család tagjai faragta, szenteket ábrázoló mészkőszobrok, melyek az oromfal csúcsán és erkélysor gyámján állottak.

## Leírása

### Belseje
A puha mészkőből készült szobrokat, melyek erősen megkoptak, az 1928-ban végzett helyreállítási munkák során távolították el a homlokzatról, amikor azon két mellékbejáratot nyitottak, s teljes hosszában kiszélesítették lépcsős teraszát. Ekkor készültek a díszes kapuk és az utcai kovácsoltvas kerítések is. Homlokzatán ma három szobor látható. A kapuk melletti falfülkében jobbra Szent Imre herceg, balra Szent István dúsan redőzött ruhában,lendületes tartással. A középső fülkeszobor a Szűzanyát ábrázolja a gyermek Jézussal.  A szobrok készítője ismeretlen, valószínűleg barokk mester. A főbejárat felett az alapító Csáky Imre címere látható.

## Galéria

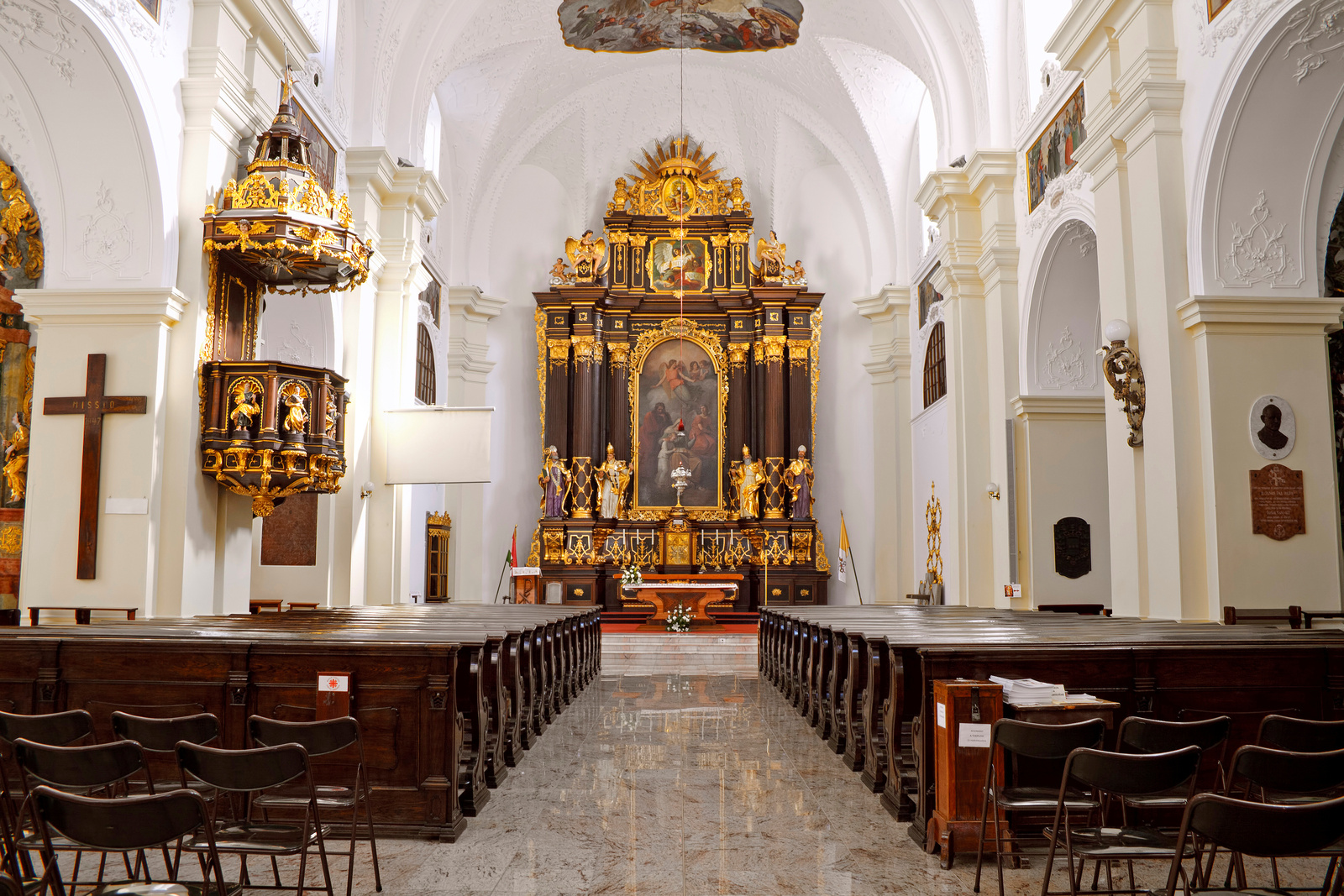
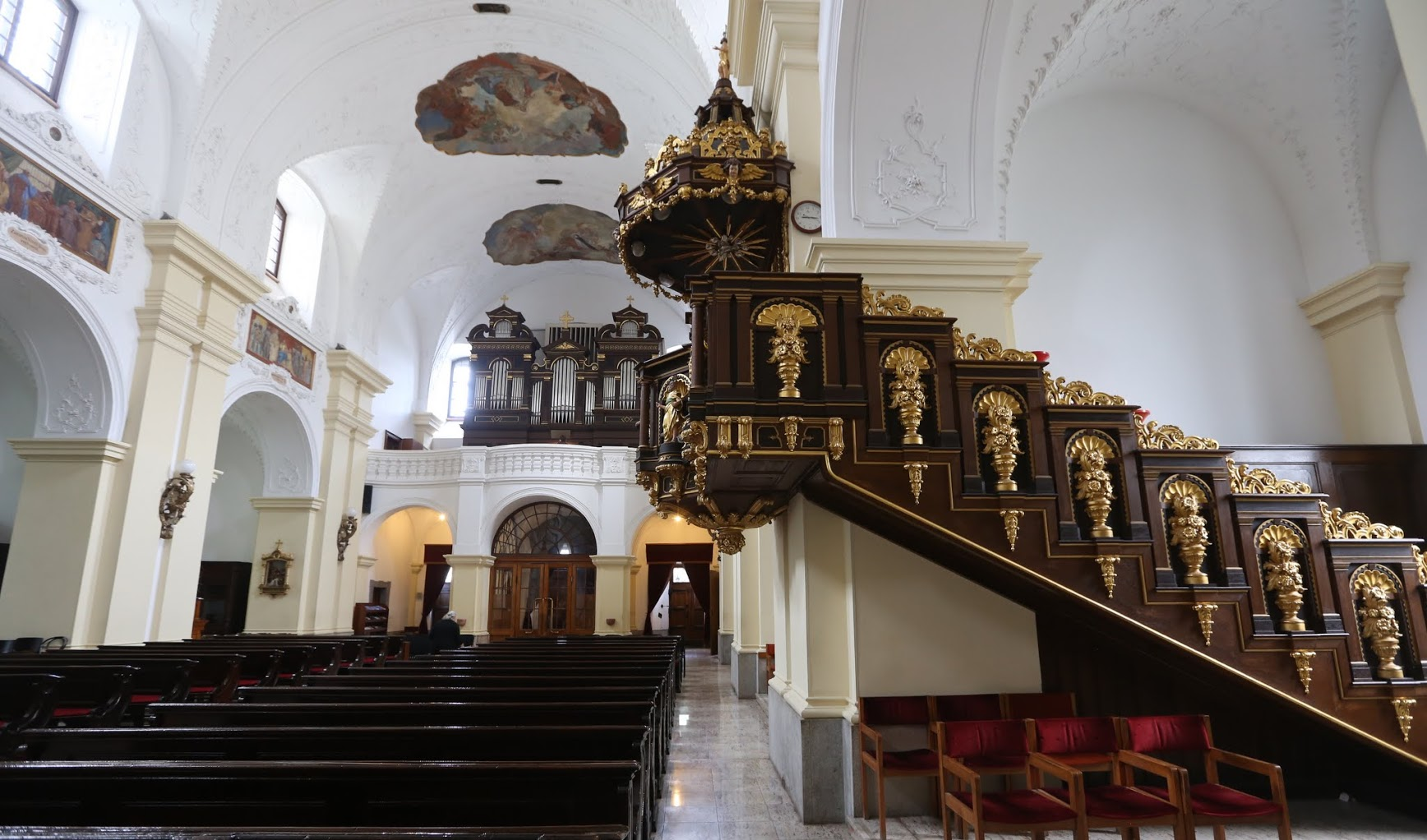
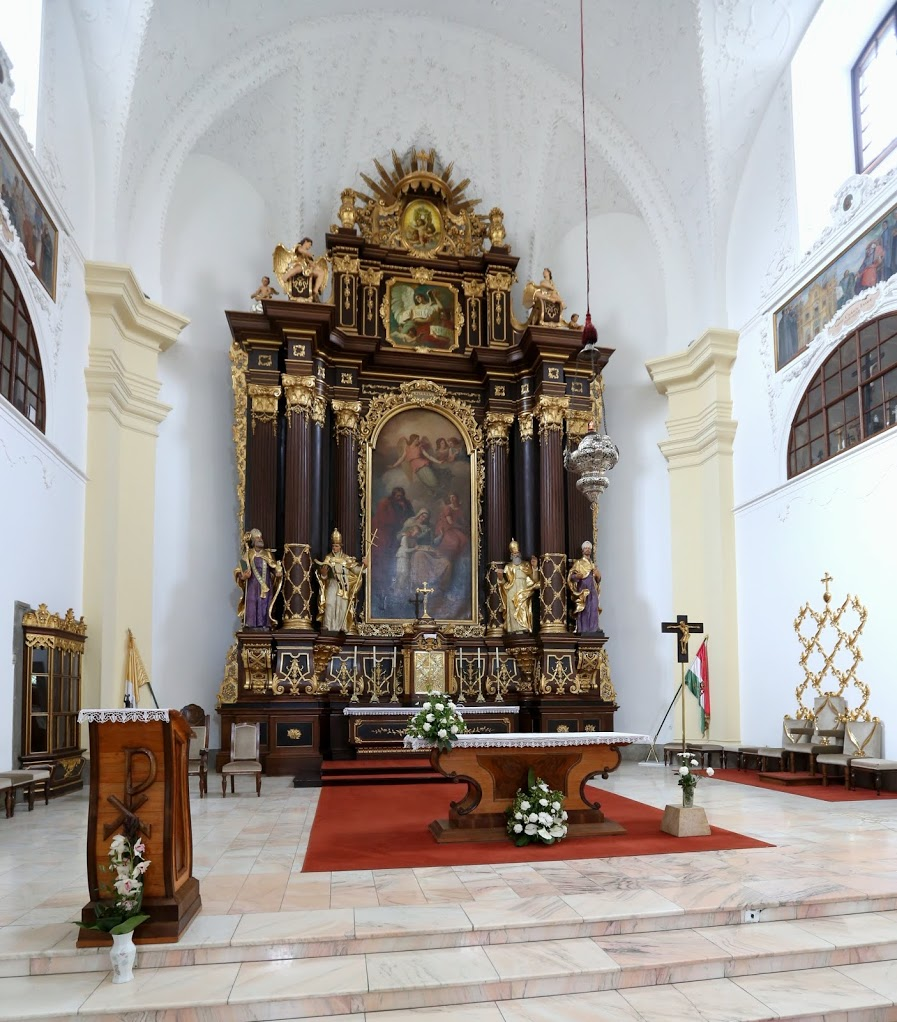
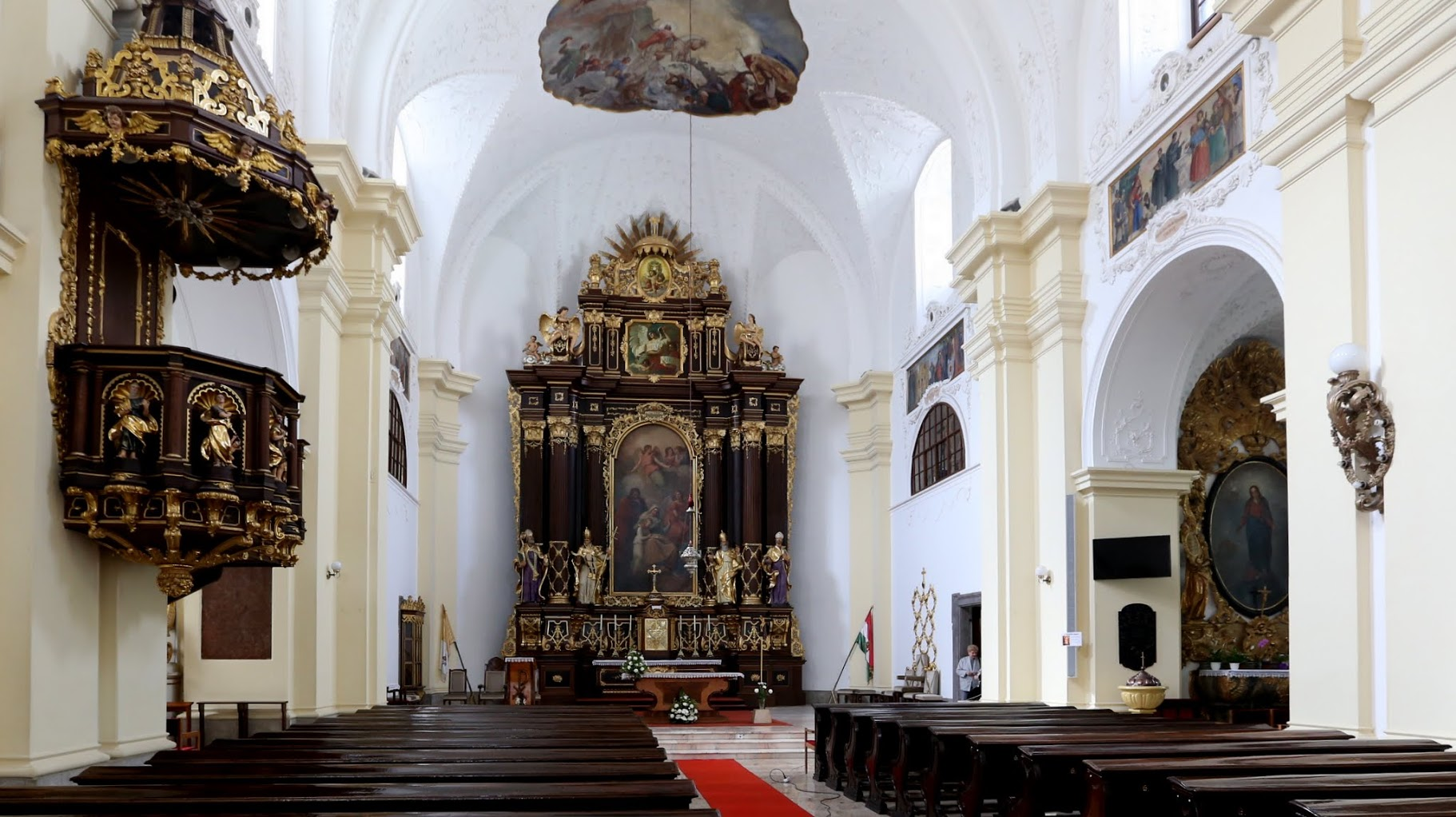
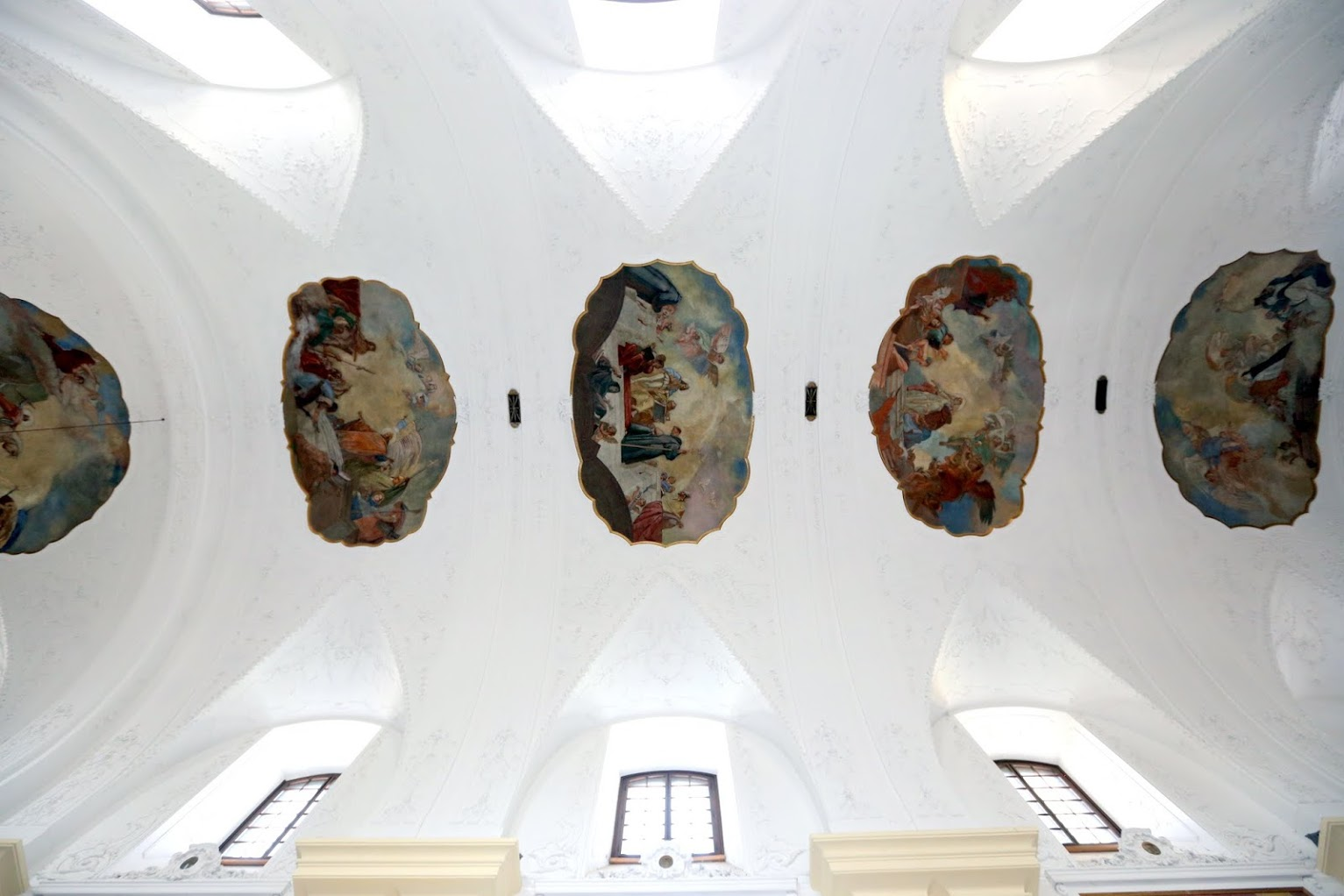
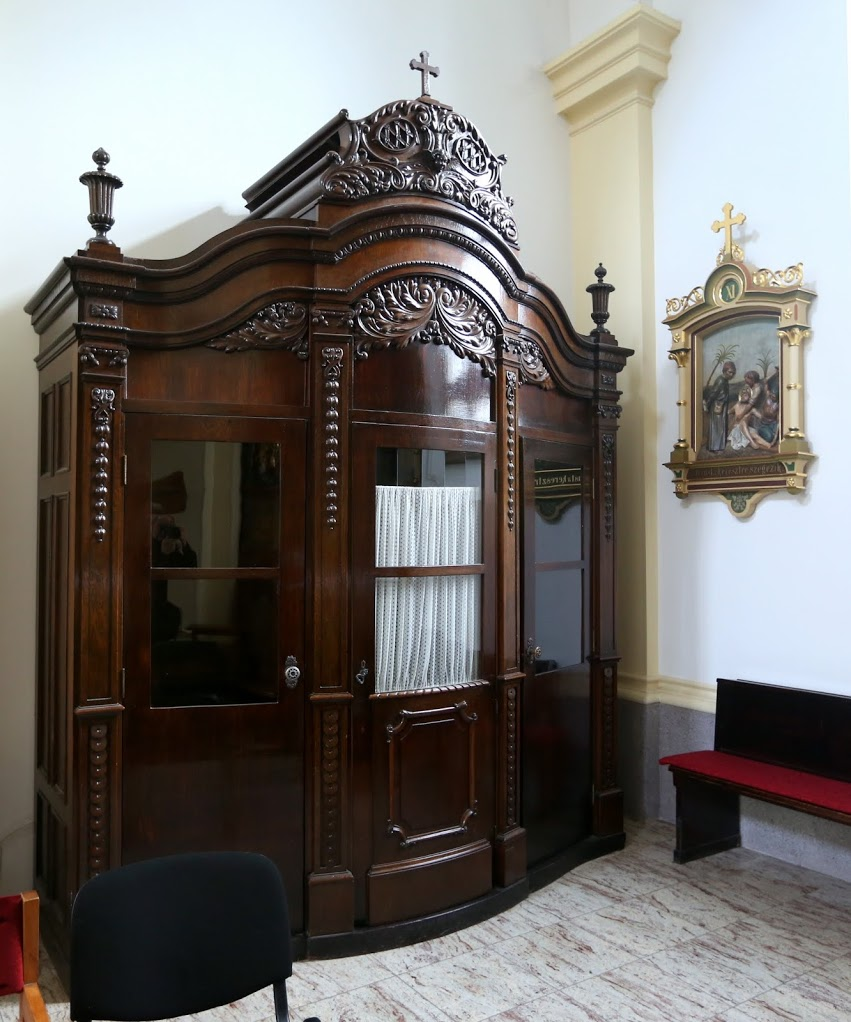
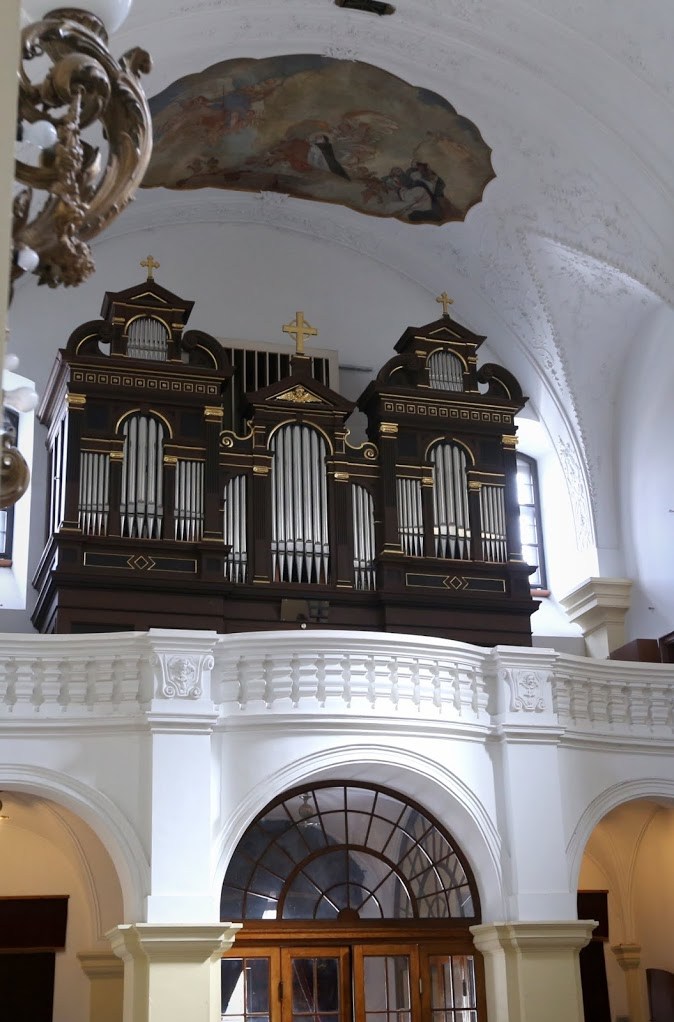
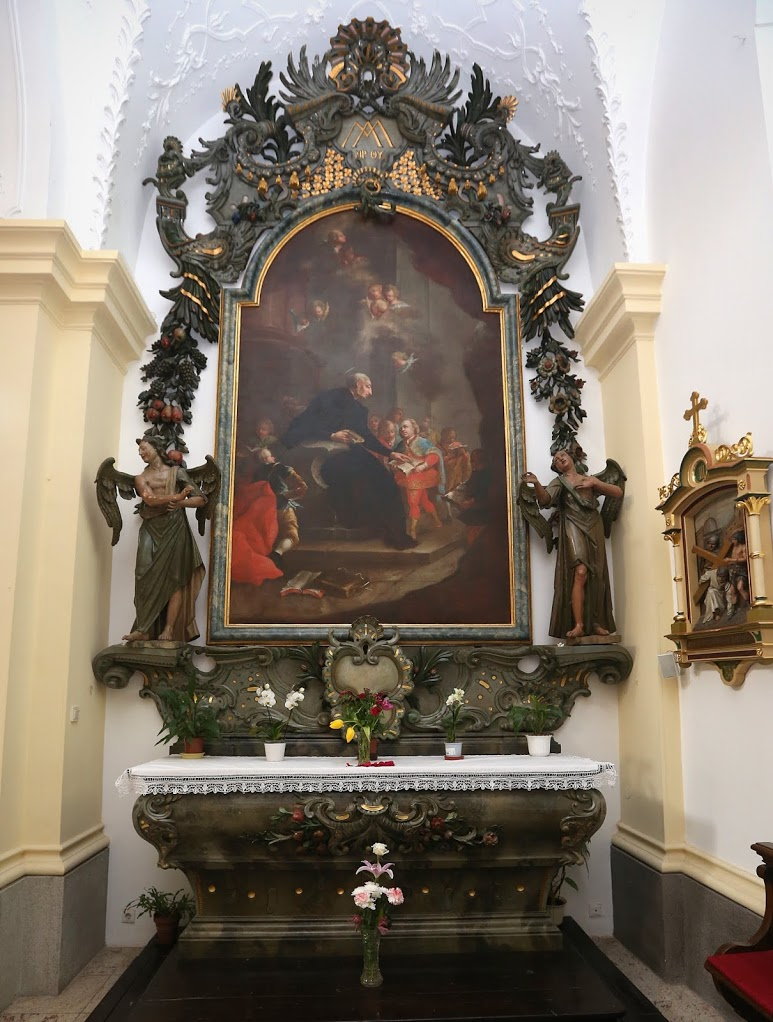
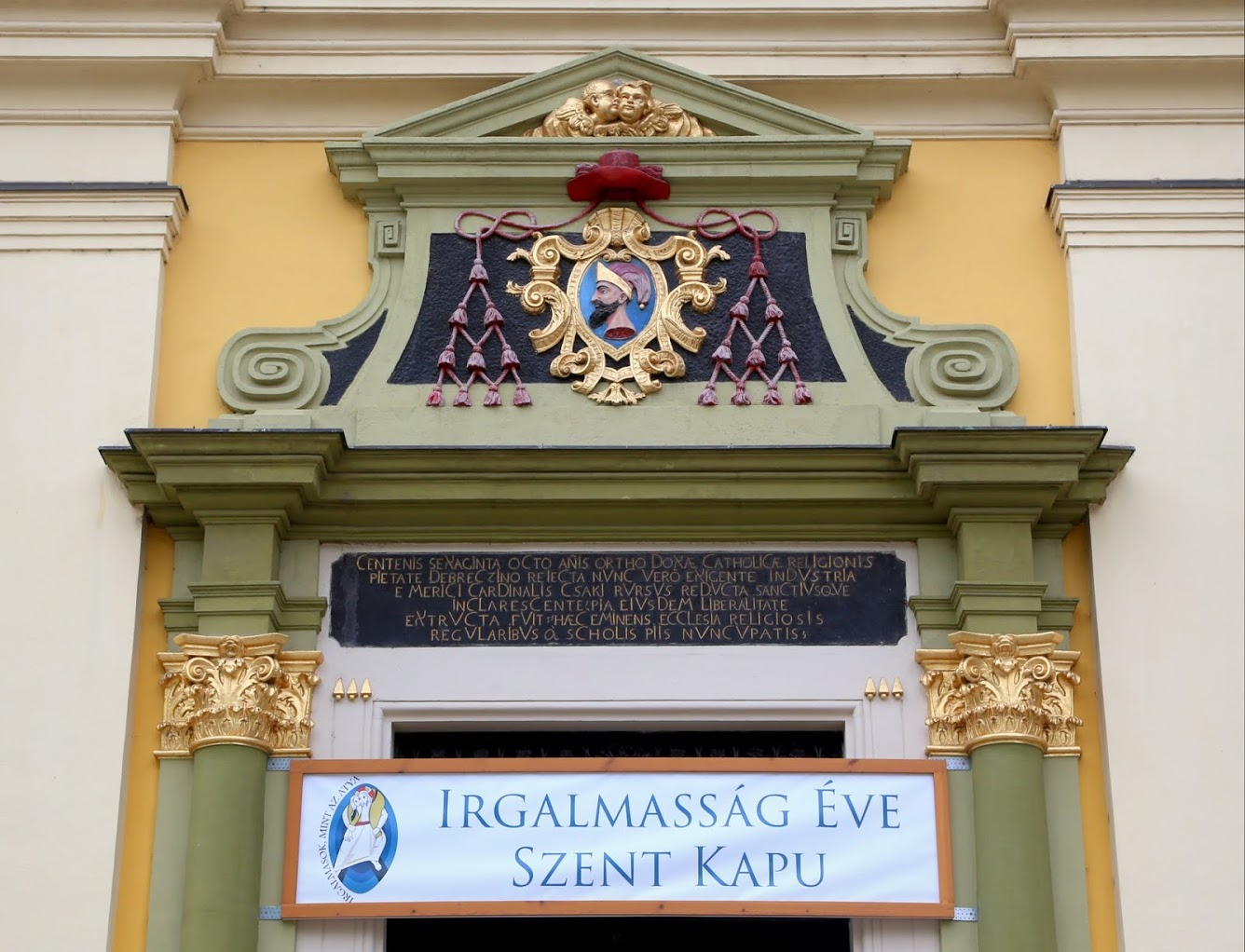
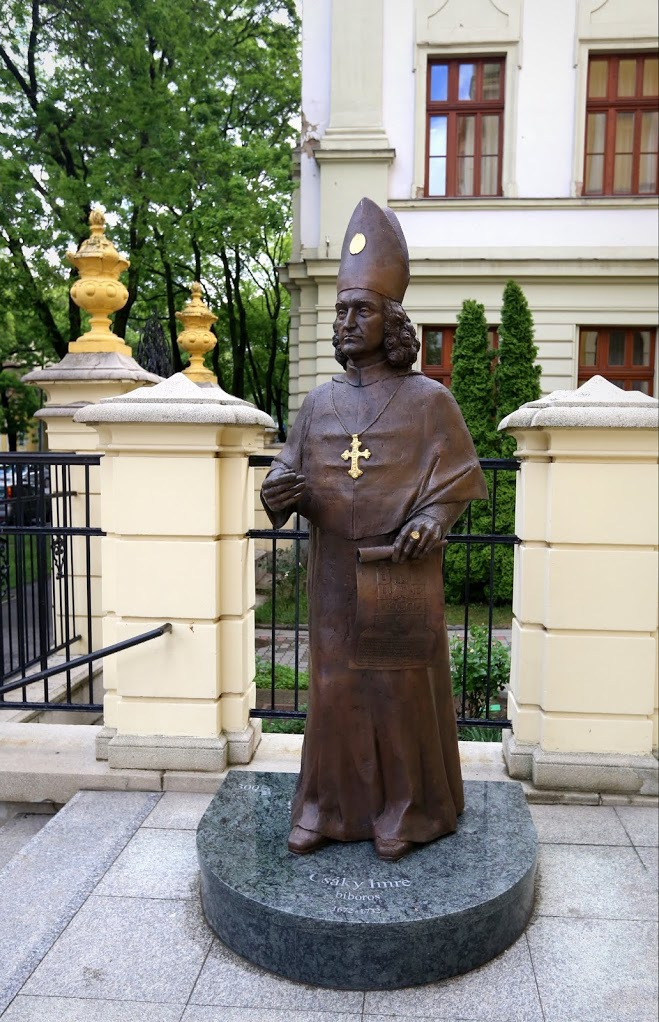

## Külső hivatkozások
- Debrecen, Székesegyház Szent Anna római katolikus templom
- Szent Anna Székesegyház (Debrecen)[halott link]
- Szent Anna Katolikus Székesegyház – Debrecen.hu Archiválva 2013. december 31-i dátummal a Wayback Machine-ben
- A Szt. Anna Székesegyház története – Picasa Web Albums – Google
- Szent Anna római katolikus székesegyház- CívisGIStory